# الحرب الوليمية في أيرلندا

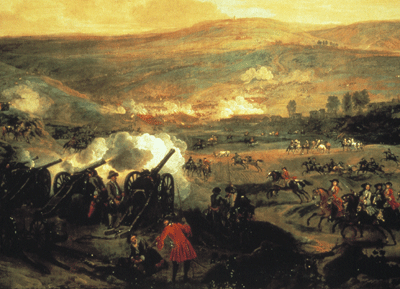

كانت الحرب الوليمية في أيرلندا (1688-1691) (بالأيرلندية: Cogadh an Dá Rí ، «حرب الملكين»)، صراعًا بين المؤيدين اليعقوبين للملك جيمس الثاني ومؤيدي الأمير وليم الثالث. وتسمى أيضا الحرب اليعقوبية في أيرلندا أو الحرب الوليمية اليعقوبية في أيرلندا.
كان السبب المباشر للحرب هو الثورة المجيدة لعام 1688، التي أُطيح بها جيمس، وهو كاثوليكي، كملك للممالك الثلاث في إنجلترا وأيرلندا واسكتلندا، واستُبدل بابنته البروتستانتية ماري وابن أخيه وليم، كانوا ملوكًا مشتركين للمملكة. احتفظ مؤيدو جيمس في البداية بالسيطرة على أيرلندا، والتي كان يأمل في استخدامها كقاعدة لحملة لاستعادة الممالك الثلاث؛ ومع ذلك، فإن الصراع في أيرلندا ينطوي أيضًا على قضايا محلية طويلة الأمد تتعلق بملكية الأراضي والحقوق الدينية والمدنية، وأيد العديد من الكاثوليك الأيرلنديين جيمس على أمل أن يعالج مظالمهم. قاتل عدد صغير من الكاثوليك الإنجليزيين والاسكتلنديين والبروتستانت للكنيسة القائمة في أيرلندا إلى جانب اليعقوبيين، في حين أن العديد من البروتستانت الأيرلنديين دعموا نظام وليام.
يؤكد الاسم الأيرلندي للحرب على اعتبارها صراعًا داخليًا بين جيمس ووليم، لكن بعض المعاصرين والعديد من المنظرين الحديثين رأوها كجزء من صراع أوروبي أوسع نطاقًا عُرف باسم حرب التسع سنوات أو حرب التحالف الكبير، والتي قاد فيها وليام، الستاتهاودر (الحاكم العام) للجمهورية الهولندية، تحالفًا متعدد الجنسيات ضد فرنسا تحت حكم لويس الرابع عشر. كان عزل وليام لجيمس مدفوعًا جزئيًا بحاجته للسيطرة على القوة العسكرية والتجارية الإنجليزية وتعبئتها، في حين قدم لويس دعمًا ماديًا محدودًا لليعقوبيين: كان كلا الجانبين على علم بإمكانية الحرب الأيرلندية لتحويل الموارد العسكرية عن القارة.
بدأت الحرب بسلسلة من المناوشات بين جيش جيمس الأيرلندي، الذي بقي مخلصًا في عام 1688، وقوات الميليشيات البروتستانتية الأيرلندية: توجت بحصار ديري، حيث فشل اليعقوبيون في استعادة السيطرة على واحدة من المدن الرئيسية في الشمال. دخل وليم بقوة مع القوات الإنجليزية، والاسكتلندية، والهولندية، والدنماركية، وقوات أخرى لإخماد مقاومة اليعقوبيين. غادر جيمس أيرلندا بعد انتكاسة في معركة بوي في عام 1690، كما فعل وليام بعد دفاع اليعقوبيين الناجح عن ليمريك؛ هُزمت القوات اليعقوبية المتبقية بشكل حاسم في معركة أوجريم في عام 1691، وتفاوضت على الشروط في معاهدة ليمريك.
قال جورج ستوري، وهو شاهدٌ معاصر، إن الحرب أودت بحياة 100,000 شخص من خلال المرض والمجاعة وفي المعركة. اقتصرت الانتفاضات اليعقوبية اللاحقة على اسكتلندا وإنجلترا، كان للحرب تأثيرٌ دائم على المشهد السياسي والثقافي لأيرلندا، مما أكد الحكم البريطاني والبروتستانتي على البلاد لأكثر من قرنين.
علر الرغم من أن معاهدة ليمريك قدمت مجموعة من الضمانات للكاثوليك، أدى تمديد قوانين العقوبات لاحقًا، خاصة خلال حرب الخلافة الإسبانية، إلى تآكل حقوقهم المدنية.
ما زال البعض يحتفل بانتصارات الوليميين في ديري وبوين، معظمهم من الأولستر البروتستانت، والاتحاديين في أيرلندا اليوم.

## خلفية؛ الثورة المجيدة
في مارس 1689، دخل جيمس الثاني والسابع إلى أيرلندا بدعم عسكري فرنسي، سعيًا لاستعادة عروش إنجلترا وأيرلندا واسكتلندا، بعد خلعه في الثورة المجيدة عام 1688. على الرغم من كاثوليكيته، أصبح جيمس ملكًا في عام 1685 بدعم واسع النطاق في جميع الممالك الثلاث، بسبب الخوف من الحرب الأهلية إذا تم تجاوزه؛ بحلول عام 1688، بدا أن إزالته هي وحدها التي يمكن أن تمنع حدوث ذلك.
عندما رفضت برلمانات اسكتلندا وإنجلترا تمرير تدابير تسامح مع الكاثوليك وغير المتشددين في عام 1685، قام جيمس بتعليقها ثم حكم بمرسوم. أدى نهجه الاستبدادي المتزايد إلى تقويض مؤيديه وتسبب في قلق كبير، لكن الأمر استغرق حدثين في يونيو 1688 لتتحول هذه المعارضة إلى أزمة. في العاشر من يونيو، قدمت ولادة جيمس فرانسيس إدوارد وريثًا كاثوليكيًا واستبعدت ابنته ماري البروتستانتية وزوجها وليم الثالث. يُنظر إلى محاكمة الأساقفة السبعة بتهمة التشهير على أنها اعتداء على كنيسة إنجلترا ودمرت تبرئتهم في 30 يونيو سلطة جيمس السياسية في إنجلترا واسكتلندا.
في أوروبا، كانت الجمهورية الهولندية وحلفاؤها على شفا الحرب مع فرنسا، مما جعل تأمين الموارد الإنجليزية أمرًا حيويًا. هاجمت القوات الفرنسية راينلاند في أواخر سبتمبر، وشنت حربًا استمرت بين عامي 1688 و 1697؛ في 5 نوفمبر، دخل وليام إلى جنوب غرب إنجلترا، هرب جيش جيمس وهرب جيمس إلى فرنسا في 23 ديسمبر.
كان هناك دعم أوسع لجيمس في أيرلندا، حيث كان نحو 75% من السكان من الكاثوليك، على الرغم من أن البروتستانت في أولستر كانوا يشكلون نحو 50%.
أصبح ريتشارد تالبوت، مساعد جيمس، إيرل تيركونيل، نائبًا لأيرلندا في عام 1687 وبدأ برنامجًا سريعًا لتعيين الكاثوليك في الجيش والمكاتب العامة الأخرى. بحلول فبراير 1689، كان الجيش الأيرلندي كاثوليكيًا على وجه الحصر تقريبًا، وإن كان غير مجهز تجهيزًا جيدًا ونصف مدرّب وغير مدفوع الأجر.
ومع ذلك، لم يكن اليعقوبيون الأيرلنديون كتلة واحدة، و أصبحت انقساماتهم أكثر وضوحا مع تقدم الحرب. كان «التسامح» تجاه غير البروتستانت غير الشرعيين ضروريًا لموقف جيمس في إنجلترا واسكتلندا، لكن الكاثوليك الأيرلنديين كانوا أقل حرصًا، بالنظر إلى هيمنة المشيخية في أولستر.
اعتبر الكثيرون إصلاح الأراضي مسألة أكثر أهمية بكثير؛ انخفضت نسبة الأراضي الأيرلندية التي يملكها الكاثوليك من 90% في 1600 إلى 22% بحلول عام 1685. أفادت تسوية عام 1662 النخبة الإنجليزية القديمة مثل جيمس وتيركونيل، الذين لم يهتموا كثيرا بتغييرها. اعترض التجار الكاثوليك والبروتستانت على حد سواء على القيود التجارية التي حالت دون التجارة مع أمريكا الشمالية وفرضت تعريفة على الصادرات الأيرلندية.
أخيرًا، تصادمت المطالب بالحكم الذاتي الأيرلندي مع أيديولوجية ستيوارت، التي حددها أولاً جيمس السادس والأول في عام 1603، والتي اتبعها خليفته بتناسق كبير، بما في ذلك الأمير تشارلز في عام 1745. تصورت هذه الأيديولوجية قيام دولة موحدة في إنجلترا واسكتلندا وأيرلندا، يحكمها ملك أتى بسلطته من الله، ودور البرلمان والكنيسة هو الطاعة.
مثل لويس الرابع عشر، ادعى جيمس الحق في تعيين الأساقفة ورجال الدين الكاثوليك في ممالكه، وهو تغيير في الممارسة الحالية التي تسببت في نزاع مع البابا إنوسنت الحادي عشر. أقرض بنك عائلة إينوس أموال وليام، وهي حقيقة ظلت سرية لأكثر من ثلاثة قرون، لكن معارضته أثرت أيضًا على دعم الزعماء الكاثوليك الآخرين. في 13 أبريل 1689، كتب لويس إلى دافو أن «البابا يقدم مثالًا سيئًا لجميع الأمراء الكاثوليك الآخرين، وبالكاد يمكننا أن نأمل [في مساعدتهم]».